# Proscopia paraensis
Proscopia paraensis is een rechtvleugelig insect uit de familie Proscopiidae. De wetenschappelijke naam van deze soort is voor het eerst geldig gepubliceerd in 1906 door Rehn. Zoals de naam aangeeft, komt deze soort voor op de Braziliaanse deelstaat Pará.